# Баландье, Жорж
Жорж Баландье (фр. Georges Léon Emile Balandier; 21 декабря 1920, Айвиллер-э-Лиомон, департамент Верхняя Сона, Франция — 5 октября 2016, Париж, Франция) — французский социолог и антрополог.

## Биография
Родился в семье социалиста. Участвовал в Сопротивлении, после войны сблизился с Мишелем Лейрисом. С 1946 года работал в Африке (Сенегал, Мавритания, Гвинея, Габон, Конго и др.). Вместе с Альфредом Сови ввёл в 1956 году понятие третьего мира, в 1957 году основал Центр африканских исследований в Национальном центре научных исследований. В конце 1970-х обратился к концепции «повседневной жизни», в 1982 году вместе с Мишелем Маффесоли организовал Центр исследований современности и повседневности (см.: ). Главный редактор журнала «Международные социологические тетради» (фр. Cahiers internationaux de sociologie, вместе с М. Вевёркой).

## Труды
- Tous comptes faits. Paris: Editions du Pavois, 1947
- L’anthropologie appliquée aux problèmes des pays sous-développés. Paris: Cours de Droit, 1955
- Sociologie des Brazzavilles noires. Paris: A.Colin, 1955
- Sociologie actuelle de l’Afrique noire. Dynamique des changements sociaux en Afrique centrale. Paris: PUF, 1955.
- La vie quotidienne au royaume de Kongo du XVIe au XVIIIe siècles. Paris : Hachette, 1965
- Anthropologie politique. Paris: PUF, 1967
- Sens et puissance: les dynamiques sociales. Paris: PUF, 1971
- Georges Gurvitch, sa vie, son oeuvre. Paris: PUF, 1972
- Anthropo-logiques. Paris: PUF, 1974
- Histoire d’Autres. Paris: Stock, 1977
- Le pouvoir sur scènes. Paris : Balland, 1980
- Le détour : pouvoir et modernité. Paris: Fayard, 1985
- Le désordre: éloge du mouvement. Paris: Fayard, 1988
- Le dédale: pour en finir avec le XXe siècle. Paris : Fayard, 1994
- Une anthropologie des moments critiques. Paris: EHESS, 1996
- Le Grand Système. Paris: Fayard, 2001
- Civilisation et Puissance. Paris: L’Aube, 2005
- Le Grand dérangement. Paris: PUF, 2005
- Le dépaysement contemporain: l’immédiat et l’essentiel. Paris: PUF, 2009

## Публикации на русском языке
- Политическая антропология. М.: Научный мир, 2001